# Гостія

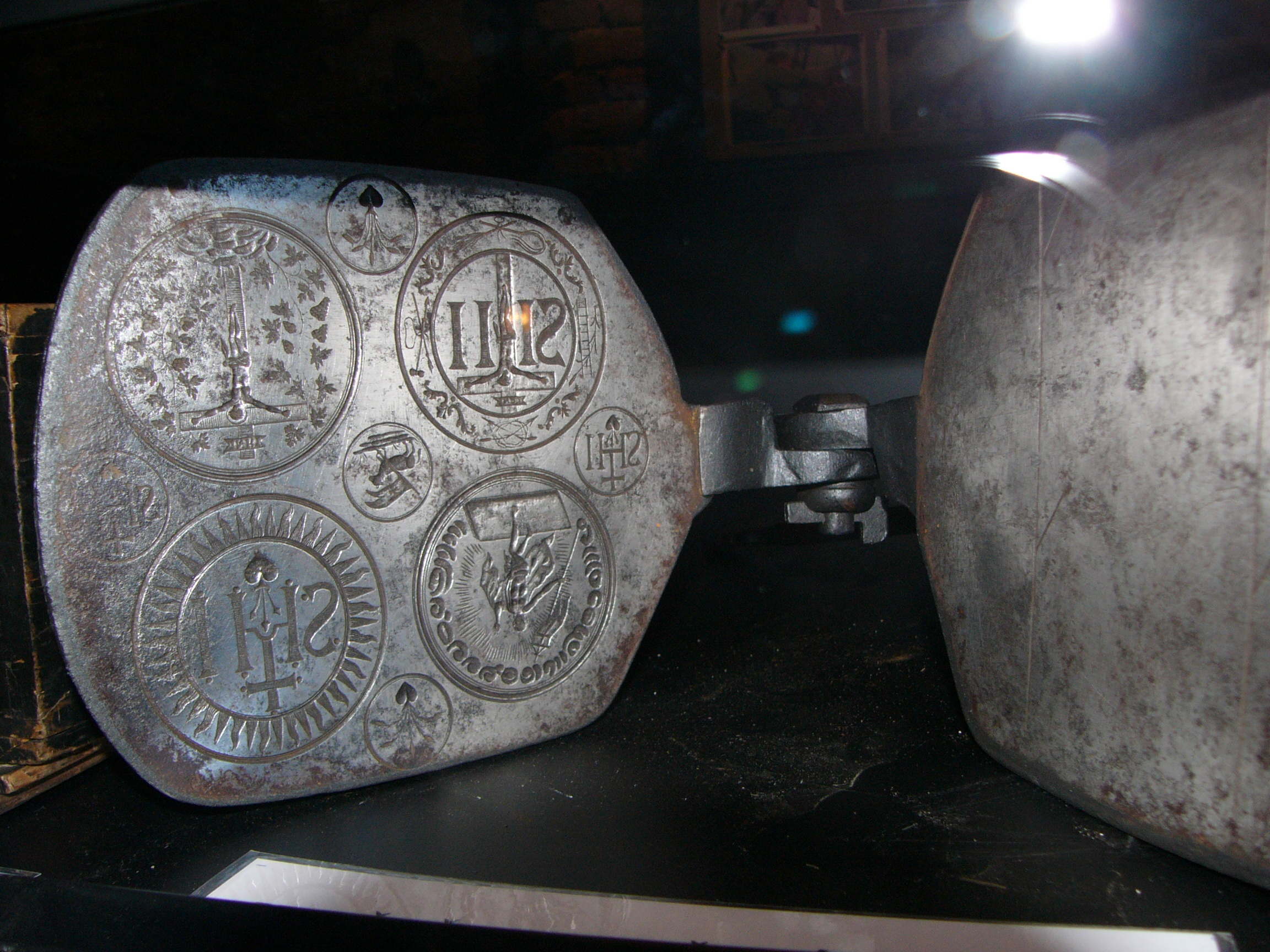
Форми для гостій

Го́стія — євхаристійний хліб у католиків латинського обряду та в англіканстві. Слово «гостія» походить від латинського «hostia» (жертва). Використовується під час літургії для таїнства Євхаристії. У католицьких храмах вже освячені гостії, які стали Святими Дарами, зберігаються в дарохранильниці, яка розташовується або за вівтарем, або в бічному боковому вівтарі храму. Гостії випікаються з прісного тіста (тому інша назва хлібців — «опрісноки»), що складається виключно з борошна й води. Для їх виготовлення використовуються спеціальні форми з рельєфними зображеннями хреста та інших християнських символів, завдяки чому ці зображення відображаються на випечених гостіях. У католицизмі часто, але не завжди, приготуванням гостії займаються черниці жіночих монастирів. У східних католицьких церквах, як і в православ'ї, для таїнства Євхаристії використовується квасний хліб (див. проскура). У деяких некатолицьких джерелах гостії ще називаються облатками. Не слід плутати гостію з традиційними різдвяними хлібцями у Польщі та інших країнах Східної Європи, які називають оплатками і які не мають ніякого богослужбового використання.